# ニーデ
ニーデ（トルコ語: Niğde）は、トルコの中央アナトリア地方、ニーデ県に属す都市で、同県の県都でもある。ギリシャ語名はニディ（Nigdi）。2000年の統計では人口34万8081人、標高は1300mである。
アクサライの北にそびえるハサン山を擁するメランディズ山地と、ニーデ山塊の合間に位置する。山塊は変成岩のドームで、アンチモンや鉄の廃坑が残る。現在は純粋な白大理石が数箇所で掘られている。

## 歴史
古来、この地はカイセリ（古代カエサレア）からギュレク峠（Cilician Gates）へと至る交易路に面した肥沃な田園地帯であった。ヒッタイト、アッシリア、ギリシャ、ローマ、ビザンティンに支配されたが、1166年にテュルクに落ち着き、13世紀初頭にはアナトリア屈指の大都市になった。ルーム・セルジューク朝崩壊後に独立したが、イブン＝バットゥータによると荒廃していた。メフメト2世の代にオスマン帝国に入った。
1950年代から60年代にかけ、ブルガリアなどのバルカン諸国から流出したトルコ人が、トルコ当局の施策でこの地に入植した。
今日、ニーデの市街地はまだ小さく、庭園や緑地が残る。住民は総じて宗教的で、保守の傾向がある。

## 観光スポット
- アラダーラル山とボルカール山 - 登山やトレッキングに人気
- アラダーラル国立公園
- チフテハン温泉
- ギュミュシュレール修道院 - ビザンティン時代のもの
- 紀元前3世紀に築かれた、古代都市ティアナの遺構（水道橋やローマ風呂）